# Culver PQ-14 Cadet
El Culver PQ-14 Cadet fue una versión modificada del Culver LFA Cadet, usada como blanco aéreo no tripulado.
En 1940, el Cuerpo Aéreo del Ejército de los Estados Unidos redactó un requerimiento por un blanco aéreo no tripulado radio controlado para entrenar a artilleros antiaéreos. El primer avión en la serie de blancos aéreos no tripulados fue una modificación del Culver LFA Cadet, que finalmente condujo a la serie PQ-14 usada durante la Segunda Guerra Mundial y en adelante.

## Diseño y desarrollo
Culver propuso una modificación de su avión civil Model LFA Cadet, del que el Ejército había comprado como PQ-8. El éxito del PQ-8 condujo al desarrollo del NRD; un único PQ-8 fue convertido a la nueva configuración y probado por las USAAF como XPQ-14. Mayor y más rápido que el PQ-8, el PQ-14 también tenía tren de aterrizaje retráctil y componentes del fuselaje, alas y cola realizados en madera con recubrimiento sujeto a esfuerzos de contrachapado.
Este prototipo fue seguido por un avión YPQ-14 de pruebas de servicio y 1348 ejemplares de producción PQ-14A. De estos últimos, 1198 fueron transferidos a la Armada estadounidense, que los designó TD2C-1 con el decididamente poco atractivo nombre de Turkey (pavo).
El YPQ-14B era una variante ligeramente más pesada; se produjeron un total de 25 unidades antes de que la producción cambiase al PQ-14B. Un total de 594 PQ-14B sirvieron como blancos aéreos no tripulados en las USAAF. Un único PQ-14B fue convertido para usar un motor O-300-9 y fue designado XPQ-14C. Tras la Segunda Guerra Mundial, la compañía Culver desarrolló el XPQ-15 desde su avión ligero Model V. Tras la entrega de solo cuatro aparatos, la compañía se declaró en bancarrota en 1946.

## Historia operacional

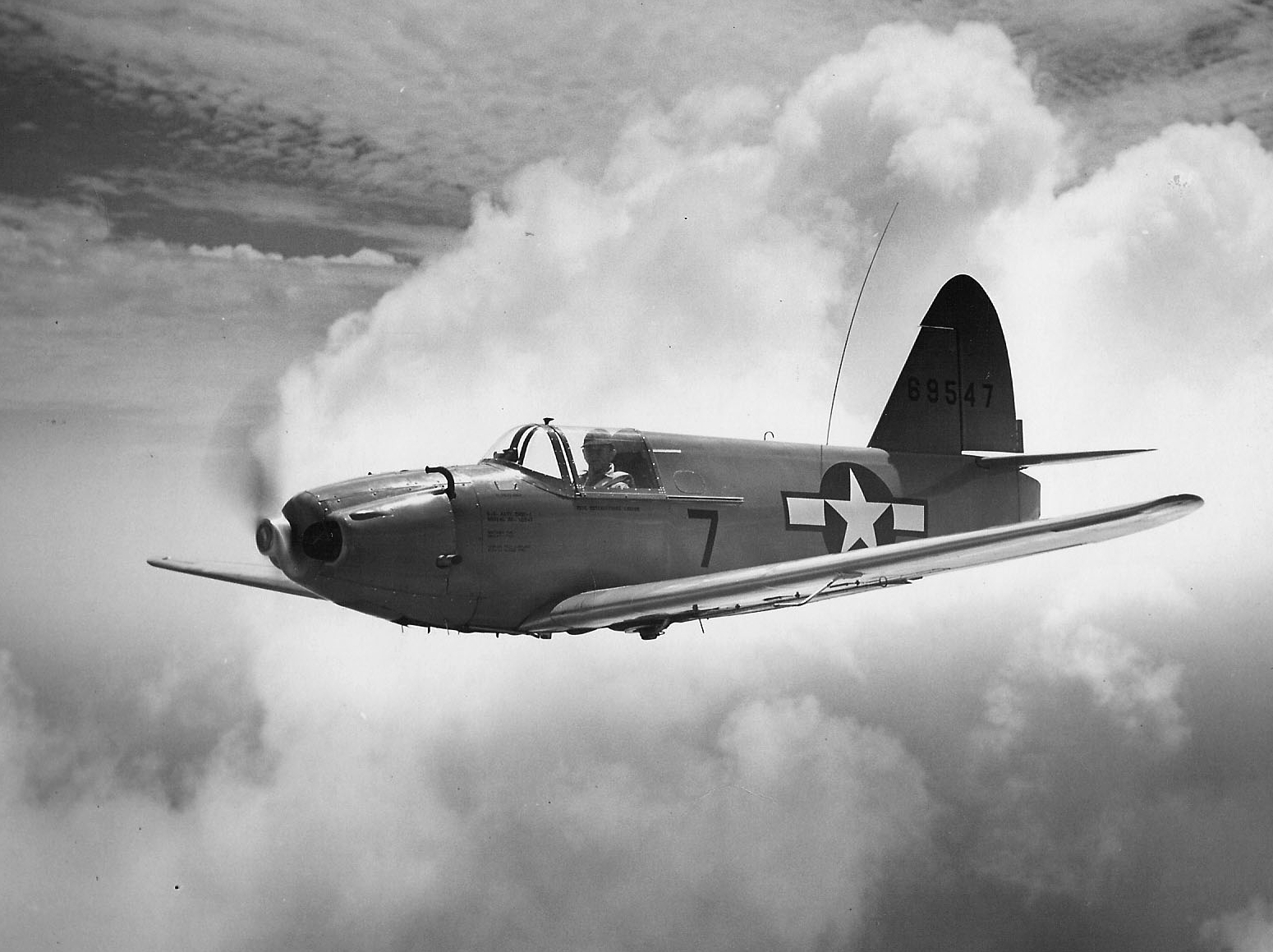
Un TD2C-1 de la Armada estadounidense en vuelo, alrededor de 1945.

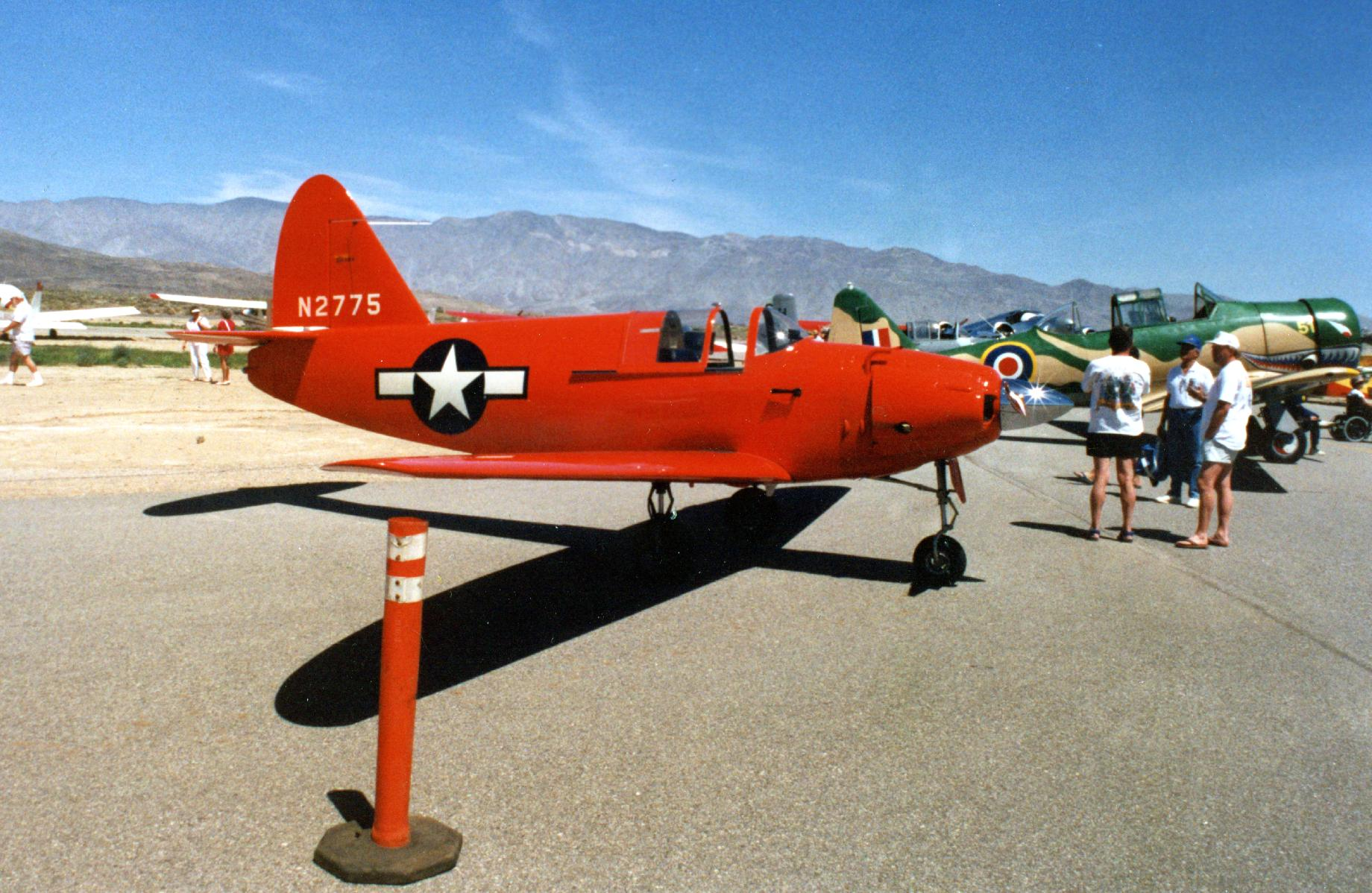
Un PQ-14 en el Borrego Springs Airport en 1991.

El XPQ-14 voló por primera vez en 1942 y comenzó a ser recibido en las unidades de entrenamiento poco después. El avión se volaba sin piloto, controlado por radio, pero era volado por un piloto en los vuelos de traslado, utilizando un rudimentario panel de control instalado para ese propósito y usando su paracaídas como asiento. Dócil y fácil de volar, el avión se acababa en rojo blanco aéreo brillante, aunque operacionalmente se aplicaba un acabado en plata o rojo. Sin piloto, era volado desde un avión "nodriza". El típico nodriza era un Beech C-45. A pesar de su corta vida, el avión se comportó bien y el motor Franklin fue considerado como "sin fallos".
La mayoría de los blancos aéreos Culver fue "borrada del cielo" por los artilleros antiaéreos del Ejército, pero una docena o más sobrevivió y fue declarada excedente después de 1950. Volado como avión recreativo, sus nuevos propietarios encontraron que el avión tenía unas excelentes prestaciones. Uno está preservado como ejemplar en estado de vuelo en el Planes of Fame en Chino (California); otro es parte de la colección del Museo Nacional de la Fuerza Aérea de Estados Unidos, y un tercer N5526A, que voló en exhibiciones aéreas en los años 70, manteniendo el último certificado de vuelo, es exhibido en el Airpower Museum en Blakesburg, Iowa.

## Variantes
NRD
Denominación interna de un desarrollo del PQ-8.
XPQ-14
Designación dada por las USAAF al NRD, uno convertido desde PQ-8.
YPQ-14A
Versión de pruebas de servicio, uno construido.
PQ-14A
Versión de producción, 1348 construidos.
TD2C-1
Designación dada por la Armada estadounidense a 1198 PQ-14A.
YPQ-14B
Versión ligeramente mayor y más pesada, 25 construidos.
PQ-14B
Versión de producción, 594 construidos.
XPQ-14C
Versión del PQ-14B con motor O-300-9, una conversión.

## Operadores
Estados Unidos
- Fuerzas Aéreas del Ejército de los Estados Unidos
- Armada de los Estados Unidos
- Fuerza Aérea de los Estados Unidos

## Especificaciones (PQ-14A)
Referencia datos: Mormillo

### Características generales
- Tripulación: Uno (piloto)
- Longitud: 5,9 m (19,5 ft)
- Envergadura: 9,1 m (30 ft)
- Altura: 2,6 m (8,4 ft)
- Peso cargado: 830 kg (1829,3 lb)
- Planta motriz: 1× motor bóxer de seis cilindros refrigerado por aire Franklin 6ACT-298-35.
  - Potencia: 97 kW (134 HP; 132 CV)

### Rendimiento
- Velocidad máxima operativa (Vno): 300 km/h (186 MPH; 162 kt)
- Velocidad crucero (Vc): 241 km/h (150 MPH; 130 kt)
- Alcance: 823 km (444 nmi; 511 mi)
- Techo de vuelo: 5184 m (17 008 ft)

## Aeronaves relacionadas

### Desarrollos relacionados
- Culver PQ-8/Cadet

### Secuencias de designación
- Secuencia PQ-_ (Blancos Aéreos Tripulados de las USAAF, 1942-1948): ← PQ-11 - PQ-12 - PQ-13 - PQ-14 - PQ-15
- Secuencia TD_C (Blancos aéreos no tripulados de la Armada estadounidense, 1942-1946 (Culver, 1941-1946)): TDC - TD2C - TD3C - TD4C
- Secuencia Q-_ (Aeronaves no tripuladas de la USAF, 1948-1962): ← Q-10 - Q-11 - Q-12 - Q-14